# Ali Yazbeck Coulibali
Ali Yazbeck Coulibali (15 de octubre de 1998) es un deportista burkinés que compite en taekwondo. Ganó dos medallas de bronce en el Campeonato Africano de Taekwondo, en los años 2022 y 2023.

## Palmarés internacional
| Campeonato Africano | Campeonato Africano      | Campeonato Africano | Campeonato Africano |
| Año                 | Lugar                    | Medalla             | Categoría           |
| ------------------- | ------------------------ | ------------------- | ------------------- |
| 2022                | Kigali (Ruanda)          | Medalla de bronce   | –87 kg              |
| 2023                | Abiyán (Costa de Marfil) | Medalla de bronce   | –87 kg              |